# 2008 au Niger
Cet article présente les faits de l'année 2008 au Niger.

## Évènements
- 24 juin 2008 : le plan quinquennal 2008-2012 censé sauver le fleuve Niger en péril pour un montant de 1,4 milliard d'euros reçoit une promesse de financement de 906,5 millions d'euros.
- 22 juin 2008 : des militants armés du mouvement ont enlevé quatre français, salariés de AREVA.
- 25 juin 2008 : les quatre otages français, salariés d'Areva, enlevés dimanche dernier et détenus par un groupe de rebelles du Mouvement des Nigériens pour la justice ont été libérés.
- 15 décembre 2008 : le gouvernement annonce la disparition de l'envoyé spécial canadien de l'ONU pour les armes illicites, Robert Fowler (en), à une quarantaine de kilomètres à l'ouest de Niamey. Il était accompagné d'un autre diplomate canadien, Louis Guay, qui a aussi été enlevé.